# 陳子鏞
陳子鏞（1855年—1908年），名允博，號鳴鏘，今臺灣臺南市善化區北仔店人，曾加入臺灣民主國響應抗日行動。家境富有，相傳他從臺灣府城小北仔到善化不用經過別人的地。臺灣民主國抗日失敗後，隨劉永福潛逃離臺，住在廈門。後來返回臺灣，住在北仔店，但常遭日警監視。
其故居在荒廢多時後，於2014年在善化區公所與陳家後代簽訂認養契約後綠美化成紀念公園，但在2015年12月4日遭地主拆除。後來陳子鏞故居的殘磚有被保留下來，而善化區公所在推廣陶藝文化時，這些殘磚被用來調配成釉藥。

## 生平
陳子鏞祖先陳起龍，據說是鄭成功部將。其父是陳光震，而陳子鏞的排行有長子（《善化鎮志》）或三子（《南瀛古厝誌》）的說法。陳家為當地巨富，陳子鏞因好禮樂，每逢祭典會從府城聘樂生到文昌祠（現為善化慶安宮）祭聖。曾向朝廷捐官。
除了善化地區，陳家在府城也有龐大產業，並建有宅邸。陳家的府城宅邸，據說位在臺南市中西區永福路華南銀行後面，陳德聚堂北邊。進士陳望曾宅第在旁邊，陳子鏞和他時相往來。此外劉永福曾住在臺南市永福國小一帶，距離陳家不遠，也有所往來。
光緒廿一年（1895年）臺灣民主國成立，在民主國抗日的過程中，陳子鏞曾獨自捐了白銀40萬兩，並出任籌防局長（一說是「糧臺」）。陳子鏞也募集鄉勇在曾文溪南岸試圖對抗日軍，失敗後撤回臺南府城。這次行動在善化地區中有相傳陳子鏞部屬用大砲打中一名日本軍官，後來他們才知道其身分是北白川宮能久親王。
劉永福棄臺內渡時，陳子鏞也一起搭船離開。陳子鏞之所以離臺，據說除了衡量局勢外，也有因為其母親催促他早日潛逃以免遭日軍凌辱之故。而據陳家後代陳秀惠的說法，陳子鏞離臺時還帶著母親與妻小，以及親人、傭人。另外陳子鏞原先可能是想搭船直接前往漳浦縣祖先老家或是廈門，但船因故飄到惠安，他上岸後才前往廈門。此外傳說在1895年台海登船臨檢事件中，陳子鏞受一位白髮老人相助，才沒被日軍發現，後來抵達廈門後在夢中再次見到這位老人，而老人自稱是北仔店福德祠土地公。另外據說陳子鏞之母在離臺前將金條龍銀放在陶甕，埋藏於穀倉地底下，但日後返臺時只有找到空陶甕。
陳子鏞住在廈門期間，臺灣總督府採行懷柔政策，總督樺山資紀派川原義太郎等三人到廈門招撫，希望他能回臺南任官。但陳子鏞婉拒，事後據說光緒帝知悉此事，特頒褒忠狀。另外據說參與西來庵事件的羅俊曾到廈門拜訪陳子鏞，向他請益、寄食。
陳子鏞後來經堂弟陳鴻鳴居中處理，得以從廈門返回臺灣。但發現有不少家產已被宗親所佔，府城宅邸也被日人佔用作為「臺南新報社」，便回到北仔店宅邸居住。回到北仔店的陳子鏞，常遭日警監視。又說日警常到陳家要求他改籍改姓，但陳子鏞不屈。去世後，葬於善化鈴仔林埔。

## 故居
陳子鏞在善化北仔店的故居，原有三落，並有數條護龍，但後來到1990年代左右主要只剩下第二落為主的部分。又過去在附近還有陳家祠堂，但在1964年遭地震重創。2014年，陳子鏞故居設立紀念公園，並由附近的北仔店清水宮管理委員會維護管理。但在2015年11月，地主想將地賣給建商，臺南市文化局得知後將故居指定為「暫定古蹟」，並在12月2日發文通知，但地主仍在12月4日將故居建物拆除。
陳子鏞故居遭拆除後，有部分殘磚留下來。善化區公所的替代役從這些殘磚得到靈感提案「紅磚酥」，並聯合社區共同辦理紅磚酥烘焙班，用在地特產來作內餡。此外這些殘磚在善化區公所推行陶藝文化的過程中，被用來當作釉藥（子鏞釉）的原料。因古磚富含鐵質，成品呈現出鐵紅色澤，善化區長李皇興認為這種色澤展現了陳子鏞當時抗日時的滿腔熱血。2016年9月11日，善化區公所在北仔店清水宮舉行以陳子鏞故居古磚發展而成的社區營造成果發表會，展示品包括有紅磚酥、子鏞釉、磚雕等等。同時也將陳子鏞故居拆除事件訪查成果收錄在「磚新鑽藝」專刊中。